# Eggeberg (Lipper Bergland)
Der Eggeberg, auch Egge, ist ein 232,5 m ü. NHN hoher Berg im ostwestfälischen Herford im Kreis Herford.
Der Berg liegt im Herforder Stadtteil Schwarzenmoor östlich des Werretals. Er liegt im Ravensberger Hügelland und ist ein Ausläufer des Lipper Berglandes, das mit dem Eggeberg, dem Homberg und dem Dornberg weit in das Hügelland hineinreicht. Auf dem Eggeberg befindet sich ein Rundfunksender (→ siehe auch: Sender Herford). Am Eggebach entspringt der Butterbach.
Der Berg ist nicht mit dem Eggegebirge zu verwechseln, hat jedoch seinen Namensursprung wohl auch von dem regionaltypischen Ausdruck Egge für einen Hügelkamm.